# Aráyat
Aráyat (en pampango: Aláya) es un municipio de la provincia de la Pampanga en Filipinas. Según el censo del 2000, tiene 101,792 habitantes.
Se encuentra en este municipio el Monte Aráyat.

## Barangayes
Aráyat se divide administrativamente en 30 barangayes.
| - Arenas - Baliti - Batasan - Buensuceso - Candating - Gatiawin - Guemasan - La Paz (Turu) - Lacmit - Lacquios - Mangga-Cacutud - Mapalad - Palinlang - Paralaya - Plasang Luma | - Población - San Agustín Norte - San Agustín Sur - San Antonio - San José Mesulo - San Juan Bano - San Mateo - San Nicolás - San Roque Bitas - Cupang (Santa Lucía) - Matamo (Santa Lucía) - Santo Niño Tabuan - Suclayin - Telapayong - Kaledian (Camba) |